# Vành đai tiểu hành tinh
| Mặt Trời Thiên thể Troia của Sao Mộc Quỹ đạo của các hành tinh | Vành đai tiểu hành tinh Nhòm tiểu hành tinh Hilda (Hilda) Vật thể gần Trái Đất |

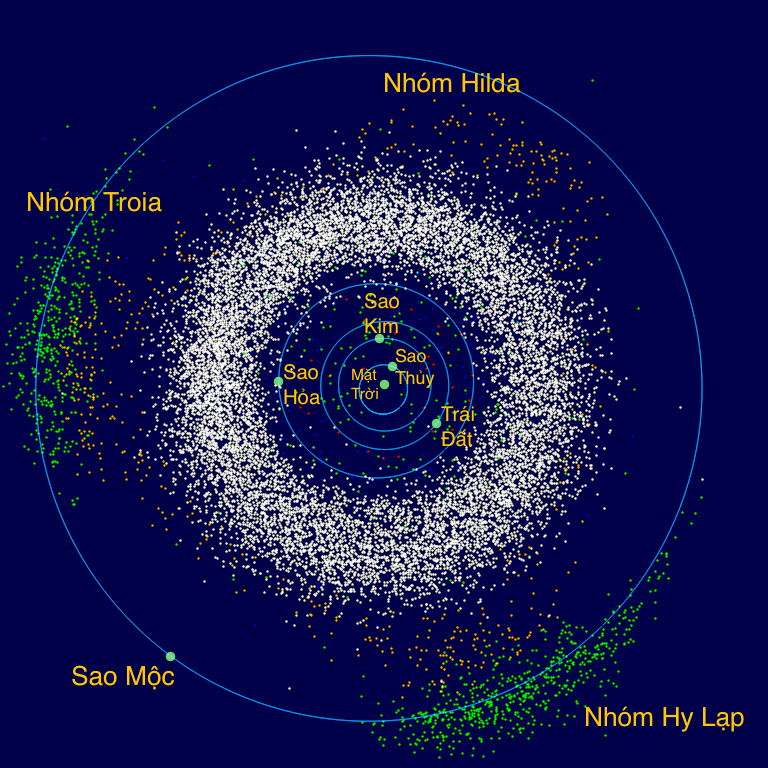
Các tiểu hành tinh trong Hệ Mặt Trời và Sao Mộc. Vành đai tiểu hành tinh tạo thành vòng tròn giữa Sao Hỏa và Sao Mộc

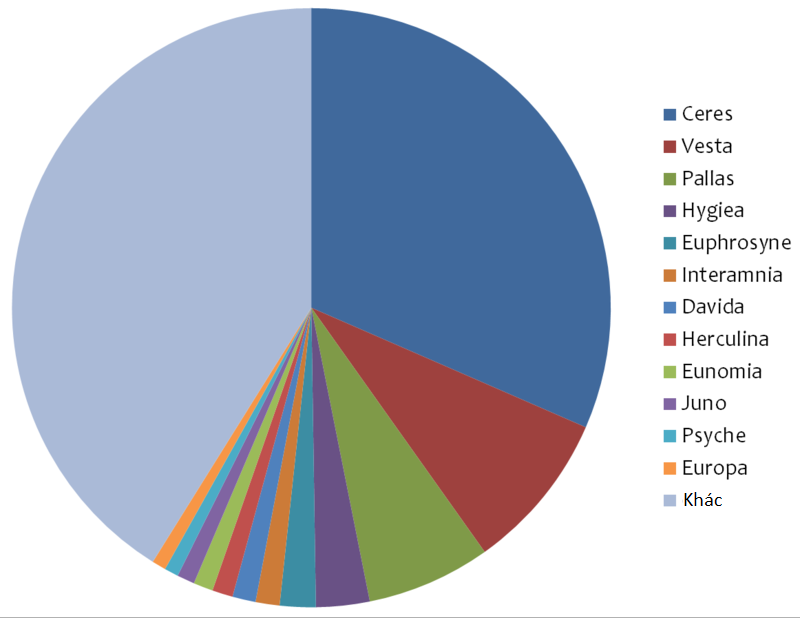
Khối lượng tương đối của mười hai tiểu hành tinh lớn đã biết so với khối lượng còn lại của tất cả các tiểu hành tinh khác trong vành đai.

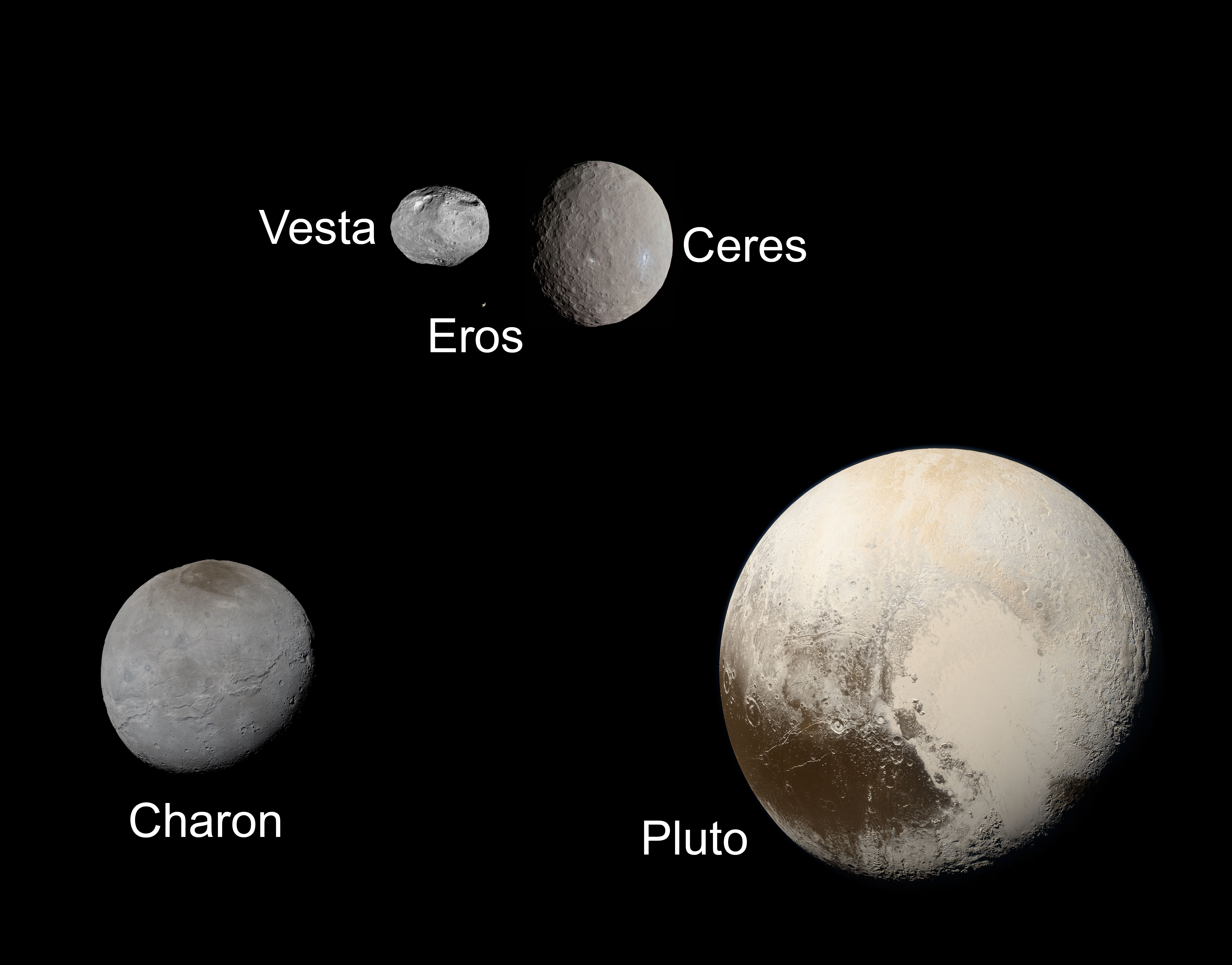
Vật thể lớn nhất trong vành đai là Ceres. Tổng khối lượng của vành đai tiểu hành tinh nhỏ hơn đáng kể so với Sao Diêm Vương (Pluto) và xấp xỉ hai lần so với mặt trăng của Sao Diêm Vương (Charon).

Trong Hệ Mặt Trời, vành đai tiểu hành tinh bao gồm các tiểu hành tinh là các thiên thể nhỏ hơn hành tinh, thường không đủ khối lượng để giữ hình dạng hình cầu, có quỹ đạo nằm chủ yếu giữa quỹ đạo Sao Hoả và quỹ đạo Sao Mộc (giữa 2,3 và 3,3 AU từ Mặt Trời), và cấu tạo chủ yếu từ các khoáng chất không bay hơi.
Tập hợp các tiểu hành tinh tạo thành vành đai các tiểu hành tinh. Vành đai chính có hàng nghìn các tiểu hành tinh lớn hơn 1 km, và hàng triệu các vật thể bé như bụi. Dù có số lượng lớn như vậy, tổng khối lượng của cả vành đai chính nhỏ hơn khối lượng Trái Đất 1000 lần. Các tiểu hành tinh với đường kính nhỏ hơn 500 m được gọi là thiên thạch. Các thiên thạch và bụi có thể va quệt vào khí quyển Trái Đất và tạo ra các "cơn mưa" sao băng.
Các tiểu hành tinh có thể tập hợp thành những nhóm tiểu hành tinh và các gia đình tiểu hành tinh, dựa trên các tính chất quỹ đạo riêng biệt của chúng. Các mặt trăng của tiểu hành tinh là các tiểu hành tinh quay theo quỹ đạo lớn hơn các tiểu hành tinh. Chúng không được phân biệt rõ ràng như các mặt trăng của hành tinh, thỉnh hoảng chúng hầu như lớn bằng hành tinh bên cạnh.
Có nhiều tiểu hành tinh chịu nhiễu lực hấp dẫn, đặc biệt từ Sao Mộc, đã bay với quỹ đạo đặc biệt nhiễu loạn. Bên trong Hệ Mặt Trời có đầy rẫy các tiểu hành tinh bay lung tung, nhiều trong số chúng còn cắt ngang quỹ đạo của các hành tinh bên trong. Đặc biệt, nhiều tiểu hành tinh bị Sao Mộc giữ lại trên quỹ đạo của nó, nằm trong cả điểm L4 hay L5 của Sao Mộc, gọi là các tiểu hành tinh Troia, dù thuật ngữ thiên thể Troia cũng được sử dụng cho các tiểu hành tinh ở những điểm Lagrange của các hành tinh khác.

## Lịch sử quan sát

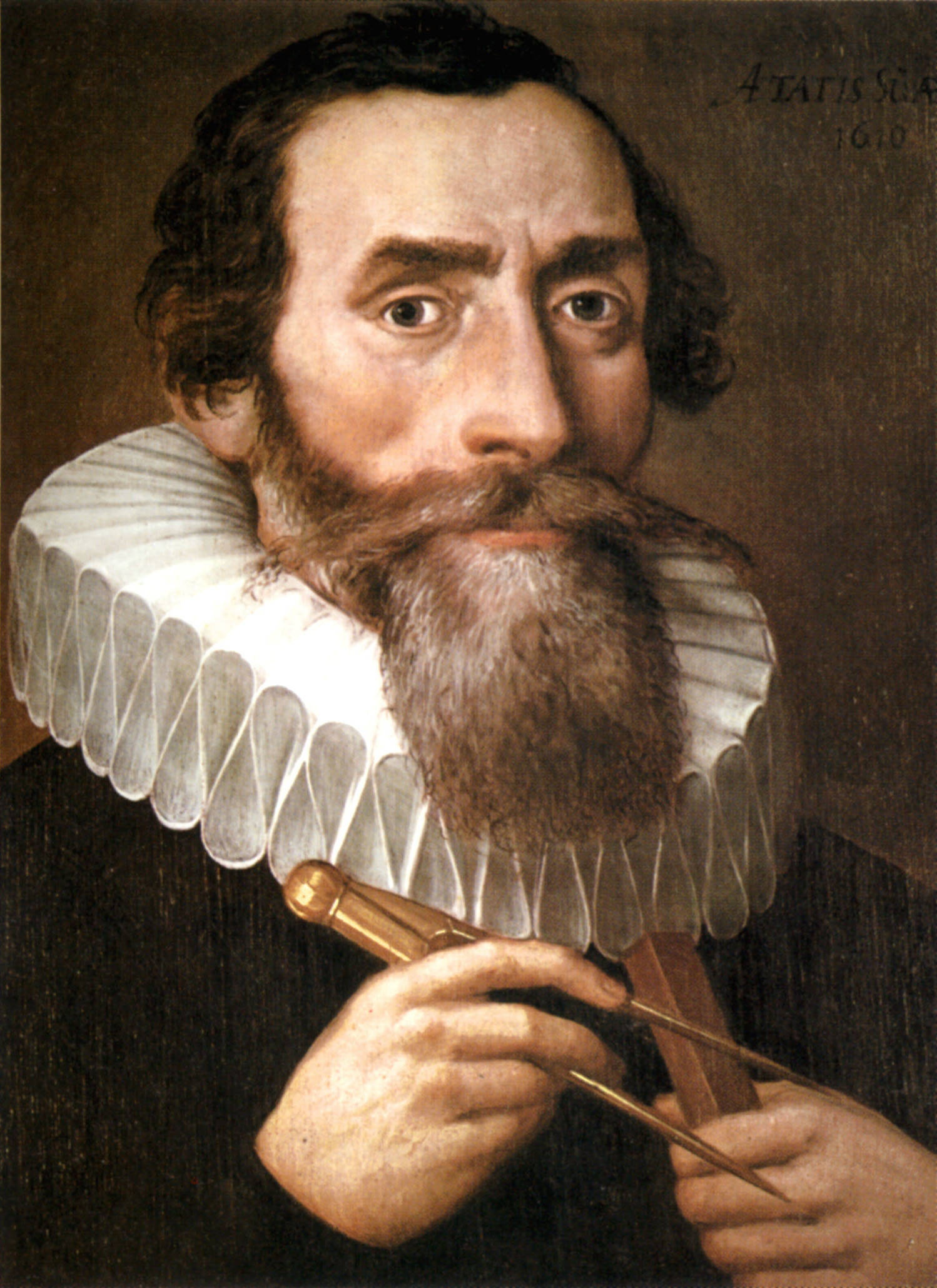
Năm 1596, Johannes Kepler là người đầu tiên nhận thấy rằng có điều gì đó kỳ lạ về quỹ đạo của sao Hỏa và Sao Mộc.

In 1596, Johannes Kepler dự đoán "Giữa Sao Hoả và Sao Mộc, tôi đặt một hành tinh" trong cuốn Mysterium Cosmographicum (Bí ẩn vũ trụ). Khi phân tích dữ liệu từ Tycho Brahe, Kepler nghĩ rằng giữa Sao Hoả và Sao Mộc có một khoảng cách quá lớn.
Trong một chú thích cho bản dịch năm 1766 về cuốn Contemplation de la Nature của Charles Bonnet, nhà thiên văn học Johann Daniel Titius từ Wittenberg nhận thấy một mô hình sắp xếp các hành tinh. Nếu người ta bắt đầu một dãy số ở 0 tăng dần lên 3, 6, 12, 24, 48..., tức là số sau gấp đôi số trước, sau đó cộng 4 cho mỗi số và chia cho 10, điều này tạo ra một giá trị xấp xỉ gần đúng với bán kính của quỹ đạo của các hành tinh đã biết (năm 1766) được đo bằng đơn vị thiên văn.
Ví dụ: {\displaystyle (3+4)/10=0,7\approx } Bán trục lớn của Sao Kim (0,728 213 AU)
Điều này cho thấy rằng có một "hành tinh bị mất" (tương đương với số 24 trong chuỗi) giữa quỹ đạo của Sao Hoả (12) và Sao Mộc (48). Trong chú thích của mình, Titius tuyên bố "Liệu Chúa - vị kiến trúc sư có để trống không gian đó không? Không có gì ở đó cả."
Khi William Herschel phát hiện ra Thiên Vương Tinh vào năm 1781, quỹ đạo của hành tinh này phù hợp với quy luật gần như hoàn hảo, vì thế các nhà thiên văn học hàng đầu kết luận rằng phải có một hành tinh giữa quỹ đạo của Sao Hoả và Sao Mộc.

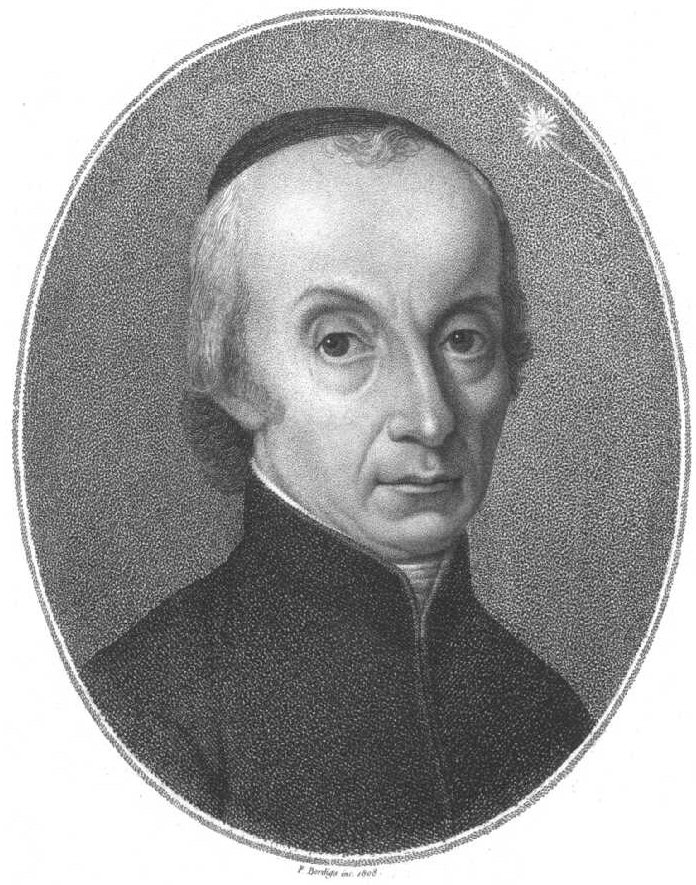
Giuseppe Piazzi, người khám phá ra Ceres, vật thể lớn nhất trong vành đai tiểu hành tinh. Trong nhiều thập kỷ sau khi phát hiện ra nó, Ceres được biết đến như một hành tinh, sau đó nó được phân loại lại thành một tiểu hành tinh. Năm 2006, nó được chỉ định là một hành tinh lùn.

Vào ngày 1 tháng 1 năm 1801, Giuseppe Piazzi, chủ tịch hội thiên văn học tại Đại học Palermo, Sicilia, đã nhìn thấy một vật thể nhỏ di chuyển trong quỹ đạo với bán kính khá chính xác như dự đoán bởi mô hình trên. Ông gọi nó là "Ceres", đây là nữ thần La Mã của nông nghiệp và là người bảo trợ của Sicilia. Ban đầu Piazzi tin rằng nó là một sao chổi, nhưng thiếu đầu sao chổi sau đó ông cho rằng đó là một hành tinh.
Như vậy, mô hình nói trên được gọi là quy luật Titius-Bode, dự đoán gần đúng bán trục lớn của tất cả tám hành tinh khi ấy (Sao Thủy, Sao Kim, Trái Đất, Sao Hoả, Ceres, Sao Mộc, Sao Thổ và Sao Thiên Vương).
Mười lăm tháng sau, Heinrich Olbers tìm thấy vật thể thứ hai trong khu vực này, Pallas. Không giống như các hành tinh đã biết khác, Ceres và Pallas vẫn là những điểm sáng ngay cả dưới độ phóng đại lớn nhất của kính viễn vọng thay vì phân giải thành đĩa tròn. Ngoài chuyển động nhanh chóng, chúng xuất hiện gần như không thể phân biệt được với các vì sao.
Theo đó, vào năm 1802, William Herschel cho rằng chúng nên được đặt vào một nhóm riêng biệt, được đặt tên là "tiểu hành tinh" (asteroids), từ tiếng Hy Lạp asteroeides có nghĩa là "giống như sao".
Đến năm 1807, đã khám phá thêm hai vật thể mới trong khu vực: Juno và Vesta. Việc đốt cháy Lilienthal trong các cuộc chiến tranh Napoléon, nơi mà những công việc quan sát chính được thực hiện, làm cho những khám phá ban đầu bị phá huỷ.
Mặc dù có đề xuất của Herschel, trong nhiều thập kỷ, người ta vẫn nghĩ các vật thể này là những hành tinh  và đặt tên cho chúng bằng những con số đại diện theo thứ tự khám phá ra chúng: 1 Ceres, 2 Pallas, 3 Juno và 4 Vesta. Tuy nhiên, vào năm 1845, các nhà thiên văn học đã phát hiện một vật thể thứ năm (5.Astraea) và ngay sau đó, những vật thể mới được tìm thấy ngày càng nhiều. Và khi con số trở nên quá lớn, cuối cùng, chúng đã bị loại khỏi danh sách các hành tinh (lần đầu tiên được đề xuất bởi Alexander von Humboldt vào đầu những năm 1850) và lấy danh pháp theo sự đề xuất của Herschel, "các tiểu hành tinh", dần dần được sử dụng phổ biến.
Việc phát hiện ra Sao Hải Vương vào năm 1846 đã cho thấy sai số lớn trong quy luật Titius-Bode trong con mắt của các nhà khoa học bởi vì quỹ đạo của nó không nằm gần vị trí dự đoán. Cho đến nay, không có giải thích khoa học nào cho quy luật này và các nhà thiên văn học coi nó như một sự trùng hợp ngẫu nhiên.
Cụm từ "vành đai tiểu hành tinh" được đưa vào sử dụng vào những năm đầu thập niên 1850, mặc dù rất khó để xác định ai đã đặt ra thuật ngữ này. Việc sử dụng tiếng Anh đầu tiên có vẻ là bản dịch năm 1850, sau đó, Benjamin Peirce đã áp dụng thuật ngữ đó trong những cuốn sách của mình và đã là một trong những nhà quảng bá nó.
Một trăm tiểu hành tinh đã được phát hiện vào giữa năm 1868 và vào năm 1891, sự ra đời của astrophotography (nhiếp ảnh thiên văn) bởi Max Wolf đã tăng tốc độ phát hiện các tiểu hành tinh lên nhiều lần. Tổng cộng 1.000 tiểu hành tinh đã được tìm thấy vào năm 1921, 10.000 vào năm 1981, và 100.000 vào năm 2000. Hiện nay, các đài quan sát đã tự động tìm kiếm và phát hiện các tiểu hành tinh nhỏ nên số lượng đang ngày càng tăng.

## Va chạm
Đây là nơi tập hợp nhiều tiểu hành tinh nên là một khu vực va chạm tích cực, va chạm giữa các tiểu hành tinh xảy ra thường xuyên (trên quy mô thời gian thiên văn). Va chạm giữa các tiểu hành tinh trong vành đai chính với bán kính trung bình 10 km được dự kiến sẽ xảy ra khoảng 10 triệu năm một lần.
Một vụ va chạm có thể phân chia một tiểu hành tinh thành nhiều mảnh nhỏ hơn (dẫn đến sự hình thành của một gia đình tiểu hành tinh mới). Ngược lại, va chạm xảy ra ở tốc độ tương đối thấp cũng có thể kết hợp hai tiểu hành tinh. Sau hơn 4 tỷ năm, các thành viên của vành đai tiểu hành tinh bây giờ không giống với thuở ban đầu.
Cùng với các tiểu hành tinh, vành đai tiểu hành tinh cũng chứa các dải bụi có bán kính hạt khoảng vài trăm micromet. Vật liệu mịn này được tạo ra, ít nhất là một phần, từ va chạm giữa các tiểu hành tinh. Do hiệu ứng Poynting – Robertson, áp lực của bức xạ Mặt Trời khiến cho bụi này từ từ xoắn về phía Mặt Trời. Sự kết hợp của bụi mịn, cũng như các vật liệu sao chổi bị đẩy ra, tạo ra ánh sáng hoàng đạo. Ánh sáng hừng đông mờ nhạt này có thể được nhìn thấy vào ban đêm kéo dài từ hướng Mặt Trời dọc theo mặt phẳng của mặt phẳng hoàng đạo. Các hạt bụi tạo ra ánh sáng hoàng đạo có thể nhìn thấy có bán kính trung bình khoảng 40 μm. Thời gian tồn tại điển hình của các đám mây hoàng đạo tại vành đai chính là khoảng 700.000 năm. Do đó, để duy trì các dải bụi, các hạt mới phải được hình thành đều đặn trong vành đai tiểu hành tinh. Đã từng nghĩ rằng va chạm của các tiểu hành tinh tạo thành dải bụi chính của ánh sáng hoàng đạo. Tuy nhiên, mô phỏng máy tính của Nesvorný và các cộng sự cho kết quả là 85% bụi làm nên ánh sáng hoàng đạo là từ những mảnh vỡ của tiểu hành tinh cộng hưởng với Sao Mộc, chứ không phải sao chổi và va chạm giữa các thiên thạch trong vành đai tiểu hành tinh. Tối đa 10% bụi là do vành đai tiểu hành tinh.

### Thiên thạch
Một số mảnh vụn từ va chạm có thể tạo thành các thiên thạch xâm nhập vào bầu khí quyển của Trái Đất. Trong số hơn 50.000 thiên thạch được tìm thấy trên Trái Đất cho đến nay, 99,8% được tin là có nguồn gốc từ vành đai tiểu hành tinh.

## Các tiểu hành tinh đặc biệt
Tiểu hành tinh lớn nhất, Ceres, có đường kính khoảng 1.000 km; đủ lớn để có dạng hình cầu, làm nó có thể trở thành một hành tinh theo một số định nghĩa.